# カンペチェ州カラクムルの古代マヤ都市と熱帯保護林
カンペチェ州カラクムルの古代マヤ都市と熱帯保護林（カンペチェしゅうカラクムルのこだいマヤとしとねったいほごりん）は、メキシコ、カンペチェ州にある同国最大級の自然保護区であるカラクムル生物圏保護区の半分程度と、その地区内に残るカラクムル遺跡群を対象とするUNESCOの世界遺産リスト登録物件である。カラクムル遺跡は古典期にティカルと並ぶ強大な勢力を持っていた都市国家の遺跡であり、2002年にそれがまず文化遺産として登録された後、2014年に自然保護区に拡大する形で複合遺産となった。メキシコの世界遺産はカリブ海・ラテンアメリカ地域では突出した保有件数ではあるが、複合遺産の登録は本件が初であった。また、文化遺産が拡大登録されて複合遺産となった最初の事例でもある。

## 歴史
カラクムルで人が定住したのは先古典期中期で、後期には巨大なピラミッド型の「建造物II」が建てられている。カラクムルの名は、もうひとつの「建造物I」と併せて「2つの隣り合うマウンド」が存在することを意味するが、古典期には「蛇」を意味する「カーン」(Kaan) ないし「カン」(Kan) と呼ばれていたことが紋章文字から推定されており、その出現頻度は当時の権勢の傍証になっている。
先古典期の様子は直接的な文字資料を持たないが、他地域の遺跡との比較などを踏まえて、相応の権力基盤が成立していたものと推測されている。その後、古典期前期には離れた都市にも支配を広げていたことが読み取られているが、カラクムル自体にはその頃に属する石碑は2つしかない。その後、トゥーン・カブ・ヒシュ王の治世（6世紀前半）以降、領地拡大が顕著になり、広い範囲を勢力におさめていく。ことに南のカラコルによるティカルに対する勝利（562年）およびその後のティカルの停滞には、カラクムルが大きく関わっていたとされる。カラクムルはその後も勢力を拡大し、パレンケを2度破り、ナランホを攻略して最終的に支配下に置き、ティカルに対しても更なる干渉によって弱体化を狙った。
しかし、ティカルに喫した大敗（695年）を境にマヤ南部唯一の超大国としての地位から陥落し、徐々に勢力を弱めてゆく。そして542年から909年までに16人を数えたカラクムルの王統は、909年と推測される石碑に刻まれたアフ・トーク王を最後に、以降確認できなくなる。一般に10世紀末を以ってカラクムルは放棄されたと見なされている。
カラクムルでは1450年から1550年の儀式の跡なども見つかっているが、密林に覆われて長らく忘れ去られていた。1931年にサイラス・ランデルが発見した後も、その研究はなかなか進展しなかった。しかし、20世紀の第4四半期になると、紋章文字の研究や関連遺跡の碑文の研究が進展した結果、カラクムルの重要性が大いに注目されることとなった。

## 構成資産
構成資産はカラクムル遺跡群と、周辺の生物圏保護区である。世界遺産登録面積は331,397 ha、緩衝地帯は391,788 ha で、その合計 723,185 ha はカラクムル生物圏保護区の総面積に一致する。

### カラクムル遺跡

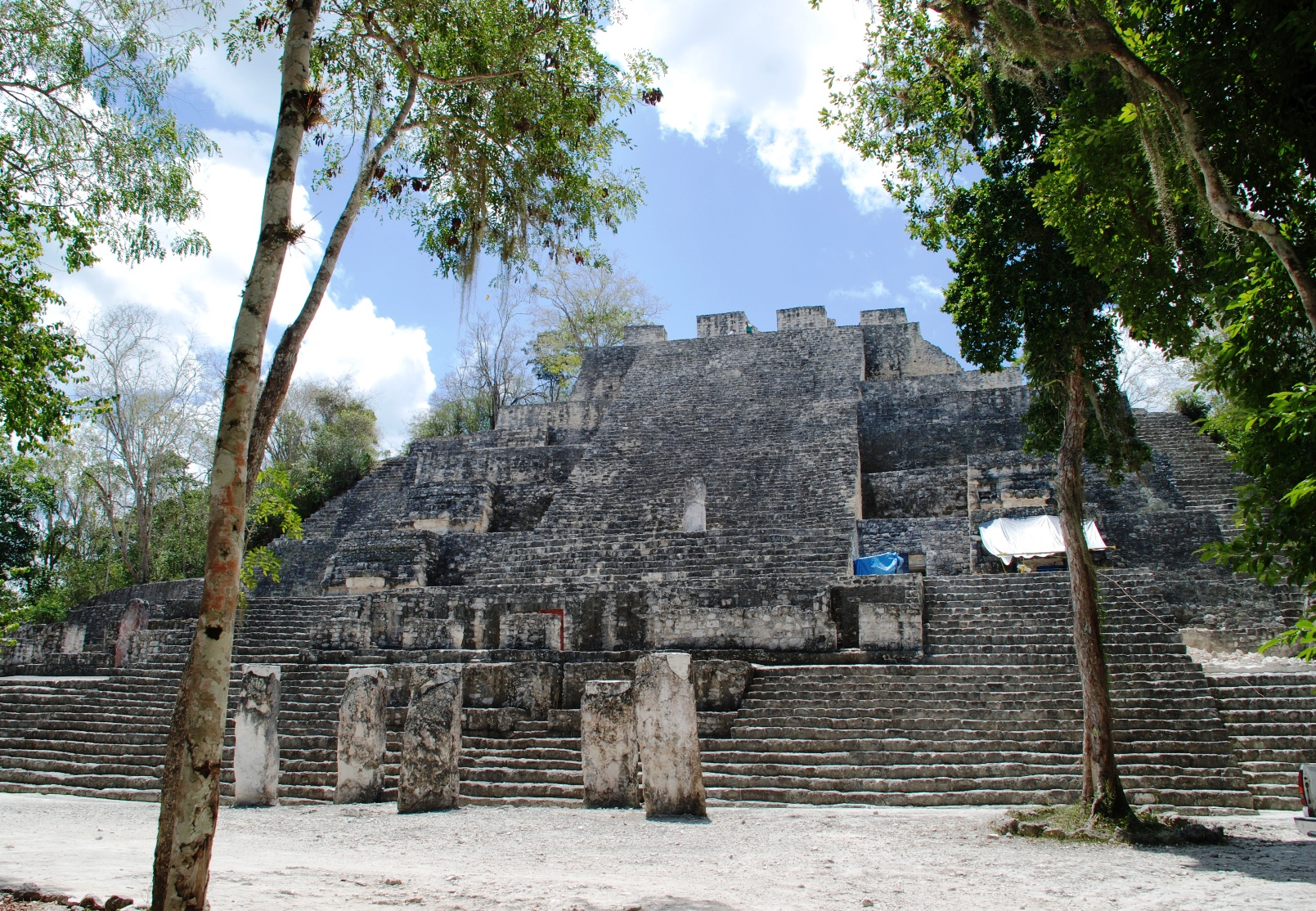
カラクムルの「建造物II」

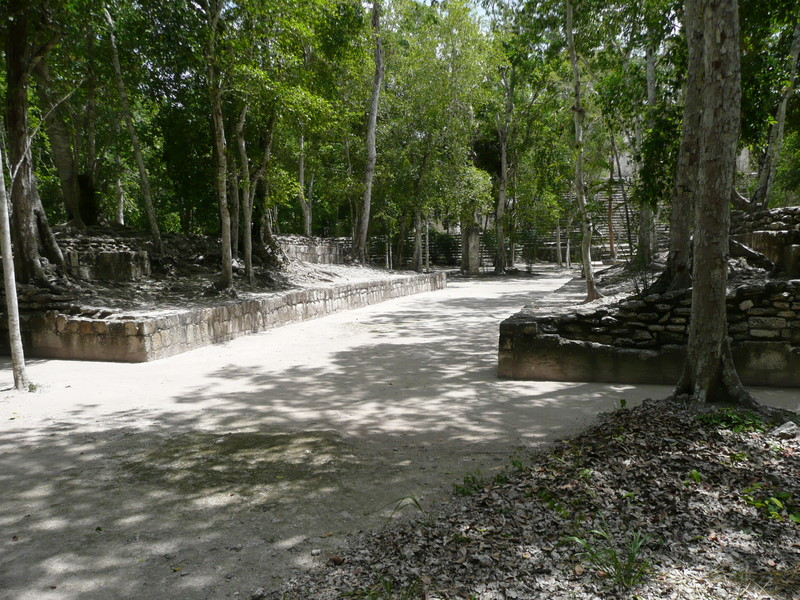
カラクムルの道と森林

カラクムルの都市遺跡は30 km2 （3,000 ha）の面積に6,000以上の建造物群が残り、マヤ低地南部では最大級の都市遺跡である。また、石碑の数120はメソアメリカ最多である。そのうち100以上が西暦652年から752年に建てられており、その期間がカラクムルの絶頂期ともほぼ対応する。この都市の中心部22 km2の範囲に約22,000人、周囲も含めた70 km2に約5万人が暮らしていた時期があったと考えられている。
カラクムル周囲に大河川はなく、雨季に水の溜まるバホと呼ばれる窪地のそばに築かれた都市の一つである。カラクムルに限らず、先古典期には大きなバホ沿いに都市が築かれることがしばしばであった。カラクムルの場合、石灰石の地盤を穿ったチュルトゥンと呼ばれる地下貯水池も含め、40近くの貯水池を擁していた。
都市内に残る主な構造物は以下の通りである。
- 建造物I - 底辺 85 x 95 m、高さ 50 m[15][20]。これはカラクムルで2番目に高い建物で、200 x 50 m の中央広場周辺に配置されている[20]。
- 建造物II - 底辺は縦横共に 140 m、高さ 55 m で、カラクムルで最大の建物である[15][20]。この神殿ピラミッドは王陵として用いられ[21]、ヒスイの仮面をはじめとする複数の副葬品が出土している[15]。
- 建造物III - 王宮として機能していた建物である[15][20]。古典期前期の墓所も含まれており、ヒスイ製品や土器なども多数発見された[15][20]。その出土品からは王権の強大さが推測されている[2][22]。
- 建造物IV - この建物は建造物VIと共に、太陽の運行にあわせて公共広場の東西で対をなしている[23]。こうした建物の配置は他のマヤ都市でも見られ、「Eグループ」と呼ばれている[24]。

カラクムルにも、マヤ都市に見られるサクベと呼ばれる舗装された道が15本通っており、その中にはエル・ミラドールに通じる「サクベ6」など、他の都市と繋がるサクベもあった。
2014年に大幅拡大された3,300 km2あまりの世界遺産登録範囲には、250箇所の関連遺跡群が残っている。

### カラクムル生物圏保護区

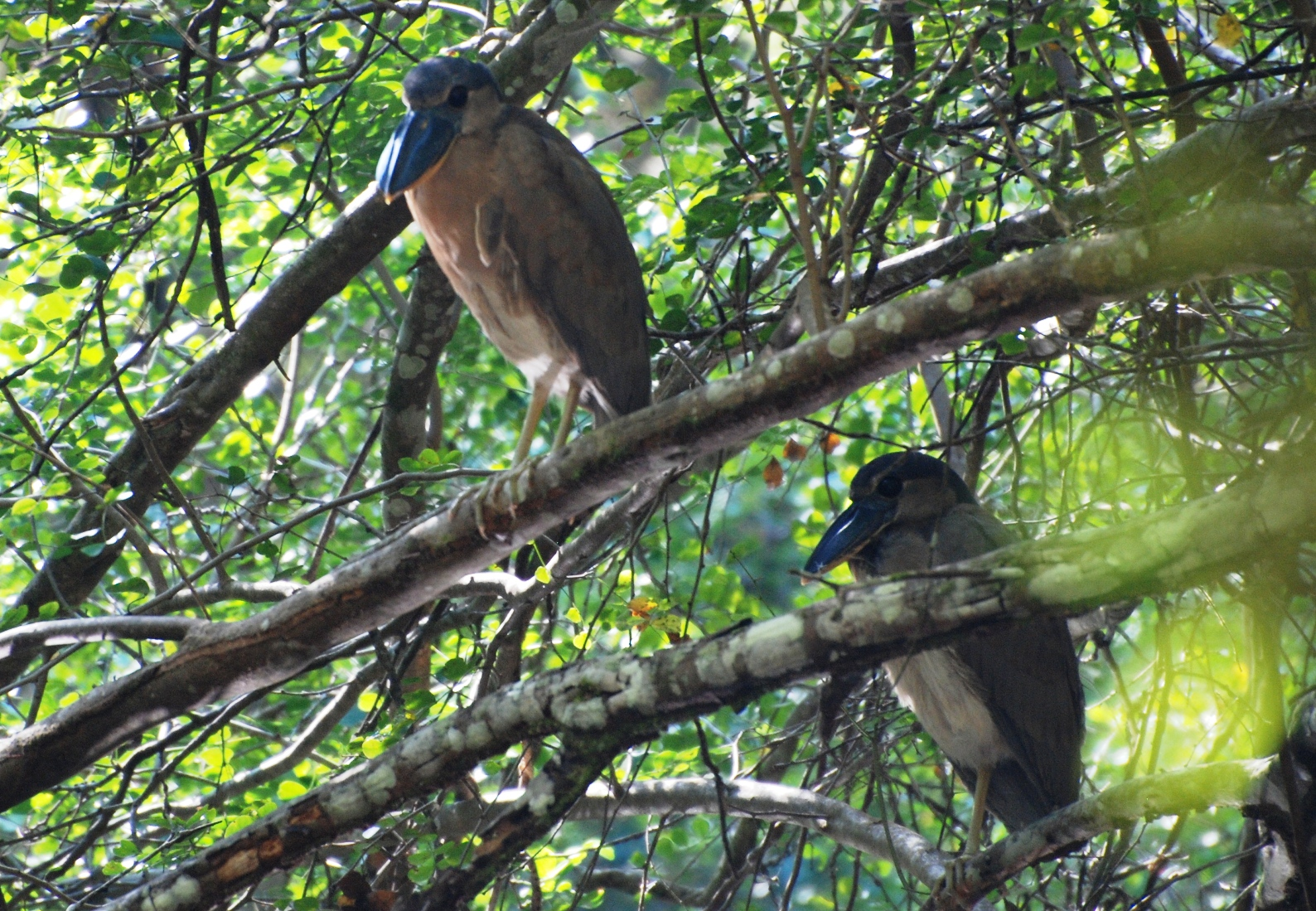
カラクムルの野鳥

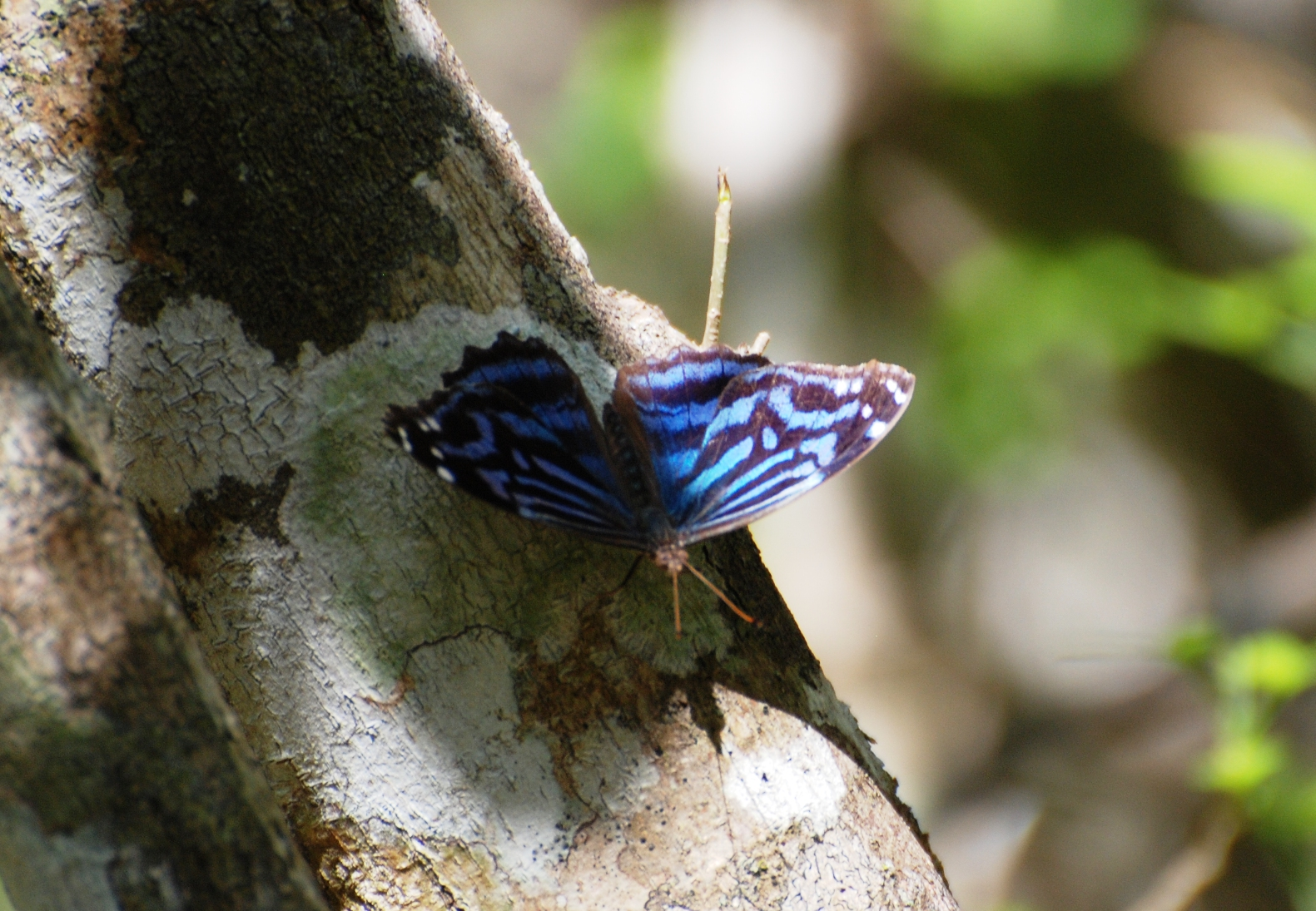
カラクムルの蝶

カラクムルにはメソアメリカで2番目に大きな森林（熱帯林）が残されており、メキシコ国内で最大の森林保護区となる。そのカラクムルでは、1989年5月13日に大統領令で生物圏保護区が設定された。その面積723,185 ha はメキシコ最大級である。その境界はベリーズ国境やグアテマラの世界遺産のティカル国立公園とも近い。
メキシコが属するメソアメリカ生物多様性ホットスポットは世界第3位の規模とされ、その生物相は非常に豊かである。そのメキシコの固有種の動物約800種の大半が、カラクムル一帯に棲息している。
カラクムルの世界遺産登録範囲で確認されている生物種は以下の通りである。
- 植物 - マホガニー、シダー、ジリコテ (Cordia dodecandra) などの726属1569種[28][32]。51種はカラクムルで発見された新種であった[32]。
- 哺乳類 - 107種（メソアメリカホットスポット内の25%）[31]。ジャガー、ピューマなどのネコ科、ホエザル、クモザルなどの霊長類、クチジロペッカリー（英語版）、パンドラマザマ（英語版）および異節類、コウモリのほか[27][28]、絶滅危惧種のベアードバクなどを含んでいる[33]。
- 鳥類 - トキイロコンドル、アカエリクマタカ（英語版）、ヒョウモンシチメンチョウなど、タイランチョウ科43種、アメリカムシクイ科37種、タカ科31種やオウム目、水鳥などを含んでおり[27][28][33]、国際自然保護連合 (IUCN) はメソアメリカホットスポット内の35%に当たる398種とし[31]、世界自然保全モニタリングセンター(UNEP-WCMC) はメキシコ国内の46%にあたる489種としている[33]。
- 爬虫類 – クロコダイル科、ツノトカゲ科などを含む21科84種[32]。
- 両生類 - 19種。そのうち9種がアマガエル科で他は6科に分かれる[32]。
- 淡水魚 - 48種[31]。
- 蝶 - カンペチェ南西部の423種のうち、290種が最初にカラクムルで記録された上、固有種も47種含まれる[33]。

## 登録経緯

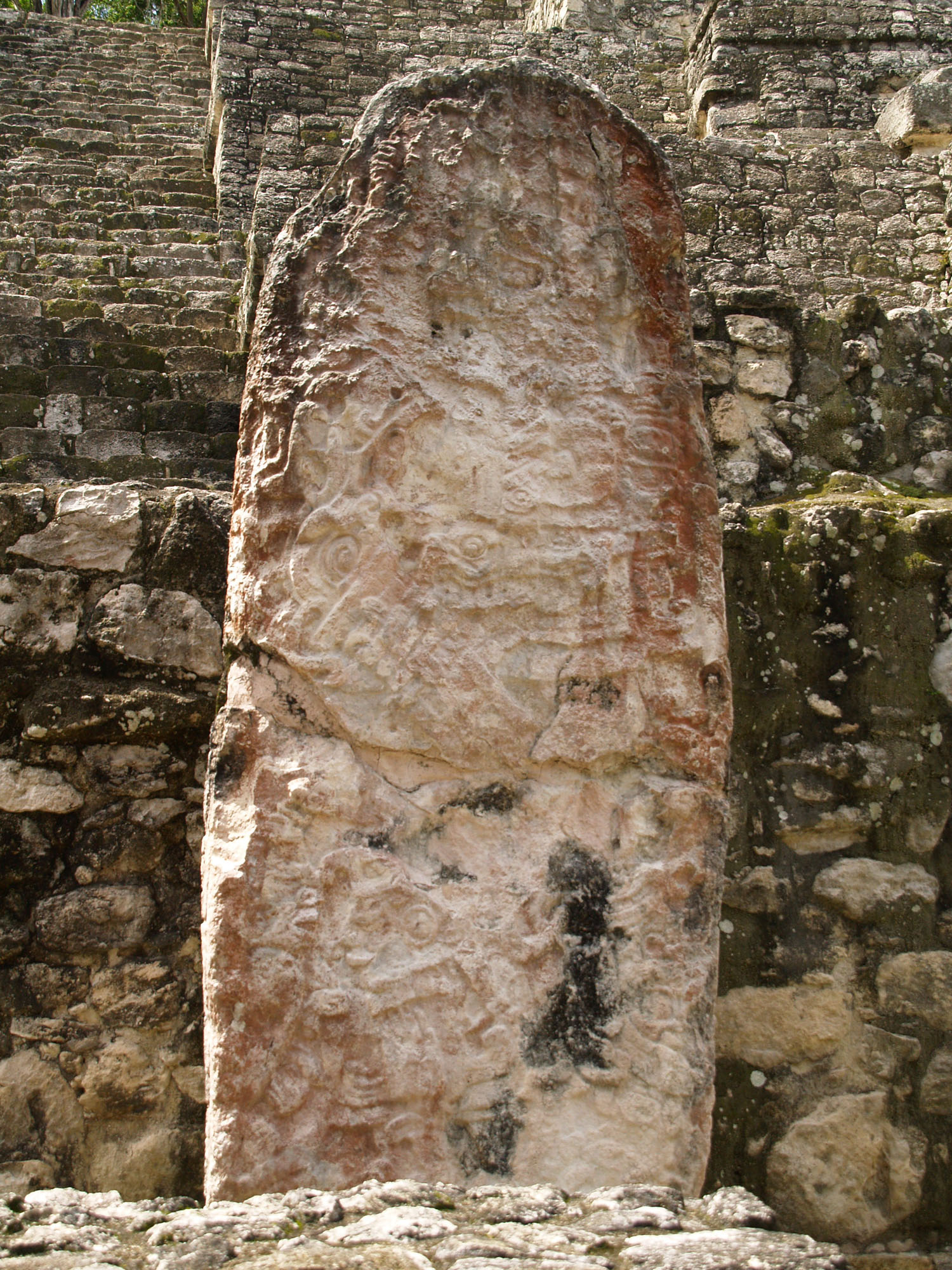
「建造物II」に残る石碑

1972年にカラクムル遺跡は文化財保護関連の法令によって保護され、1989年5月に周辺の自然環境が生物圏保護区に指定された。
世界遺産には、まずカラクムル遺跡のみが推薦された。推薦された範囲でもごく一部しか解明されていない状態ではあったが、世界遺産委員会の諮問機関である国際記念物遺跡会議 (ICOMOS) は、カラクムルがマヤの主都の一つであるとともに、その建造物群が地域の政治的・宗教的生活様式や12世紀にわたる発展様式をよく示していること、その記念碑群が美術的にも優れていることなどからその顕著な普遍的価値を認め、「登録」を勧告した。そして、2002年の第26回世界遺産委員会にて、正式登録を果たした。当初の面積は3,000 ha、緩衝地域は147,195 ha であった。
その後、2001年に暫定リストに記載されていたカラクムル生物圏保護区も含む拡大推薦が、2013年1月23日に行われた。その推薦範囲は、当初の面積の110倍以上にもなる331,397 ha となった。その推薦を受けて、ICOMOSは大幅に拡大された面積には250箇所もの関連遺跡があるものの、その範囲内にある遺跡で価値の証明に必要な遺跡が全て含まれているかどうかの証明が不十分として、「登録延期」を勧告した。
他方、自然遺産関連の諮問機関であるIUCNは、生態系や生物多様性の潜在的価値を認めつつも、カラクムル生物圏保護区全体の半分ほどに設定された推薦範囲で完全性を満たしているかなどを疑問視し、範囲の再考も含めて「登録延期」を勧告した。
これらの審議を踏まえた第38回世界遺産委員会（2014年）では、委員国の関心は自然遺産の要素を認められるかに集中し、文化遺産の拡大範囲の適切性は論点とならなかった。そして多くの委員国は生物圏保護区に指定されていることからその価値に好意的で、拡大を承認する意見が相次いだ。その結果、世界遺産の範囲の設定には今後の再検討の余地がある旨が付記されたものの、逆転での登録を果たした。
この拡大登録以前にも、オフリド地域の自然・文化遺産、セント・キルダ、トンガリロ国立公園、ウルル＝カタ・ジュタ国立公園、リオ・アビセオ国立公園、ンゴロンゴロ保全地域など、拡大によって複合遺産になった事例は存在した。しかし、それらはいずれも自然遺産として登録されていた物件の文化的価値が追認されたものであった。それに対し、カラクムルは文化遺産が拡大されて複合遺産となった最初の例である。また、メキシコの世界遺産としては、初の複合遺産でもある。

## 登録名
世界遺産の登録名は当初は英語: Ancient Maya City of Calakmul, Campeche、フランス語: Ancienne cité maya de Calakmul, Campecheであった。その日本語訳は、
- カンペチェ州、カラクムールの古代マヤ都市 - 日本ユネスコ協会連盟[44]
- カンペチェ州、カラクムルの古代マヤ都市 - 世界遺産アカデミー/世界遺産検定事務局[16]

などであった。
拡大登録後の名称は英語: Ancient Maya City and Protected Tropical Forests of Calakmul, Campeche、フランス語: Ancienne cité maya et forêts tropicales protégées de Calakmul, Campeche である。その日本語訳は以下のように若干の揺れがある。
- カンペチェ州カラクムルの古代マヤ都市と熱帯保護林 - 日本ユネスコ協会連盟[45]
- カンペチェ州カラクムルの古代マヤ都市と保護熱帯雨林群 - 世界遺産検定事務局[11]
- カンペチェ州、カラクムルの古代マヤ都市と熱帯林保護区 - 古田陽久・古田真美[46]
- カンペチェ州、カラクムールの古代マヤ都市と保護熱帯林 - 東京文化財研究所[47][注釈 4]
- カンペチェ州のマヤ文明の古代都市カラクムルと熱帯森林保護区 - なるほど知図帳[48]

## 登録基準
この世界遺産は世界遺産登録基準のうち、以下の条件を満たし、登録された（以下の基準は世界遺産センター公表の登録基準からの翻訳、引用である）。
- (1) 人類の創造的才能を表現する傑作。
- (2) ある期間を通じてまたはある文化圏において、建築、技術、記念碑的芸術、都市計画、景観デザインの発展に関し、人類の価値の重要な交流を示すもの。
- (3) 現存するまたは消滅した文化的伝統または文明の、唯一のまたは少なくとも稀な証拠。
- (4) 人類の歴史上重要な時代を例証する建築様式、建築物群、技術の集積または景観の優れた例。
- (9) 陸上、淡水、沿岸および海洋生態系と動植物群集の進化と発達において進行しつつある重要な生態学的、生物学的プロセスを示す顕著な見本であるもの。
- (10) 生物多様性の本来的保全にとって、もっとも重要かつ意義深い自然生息地を含んでいるもの。これには科学上または保全上の観点から、すぐれて普遍的価値を持つ絶滅の恐れのある種の生息地などが含まれる。

## アクセス

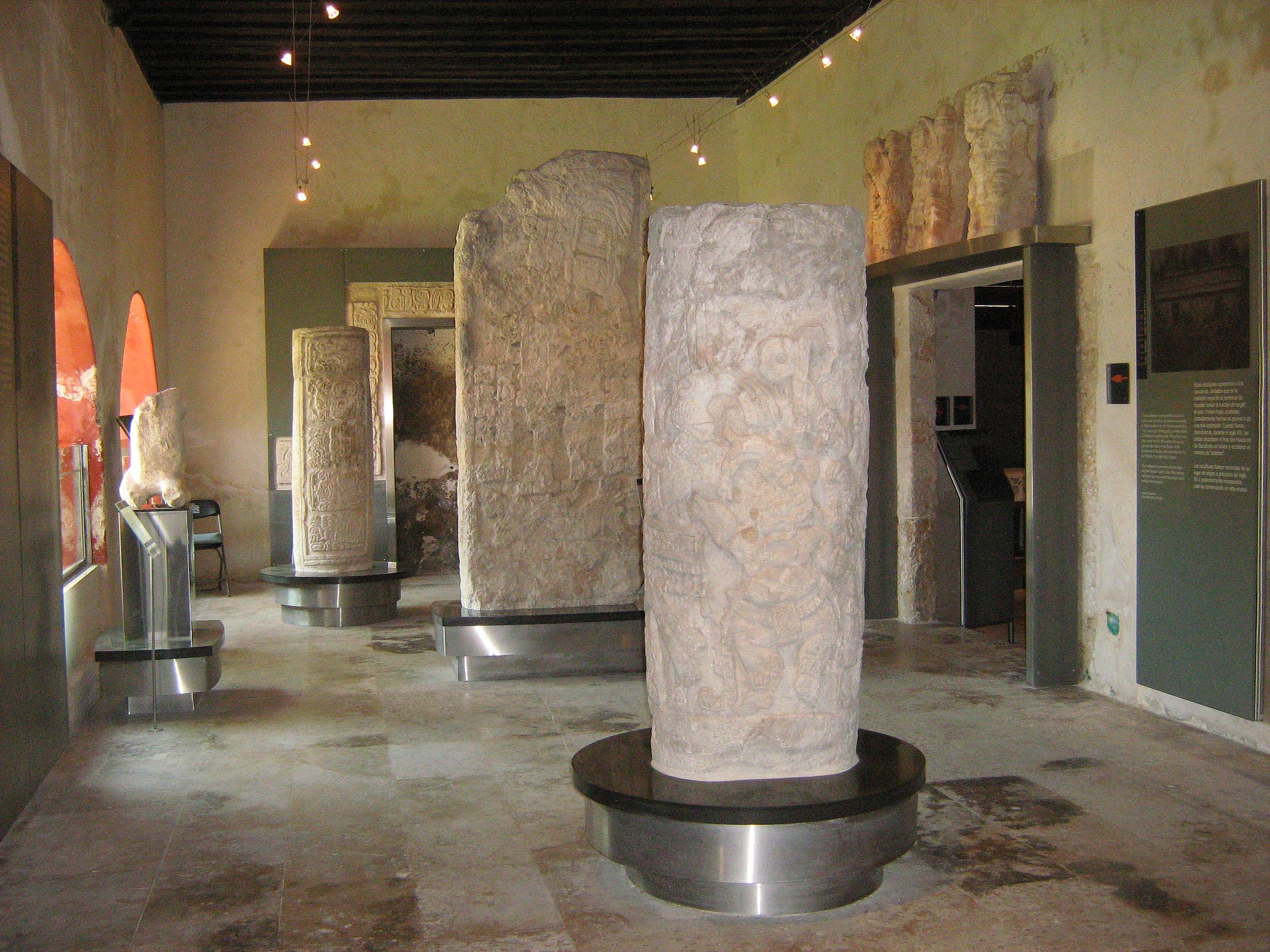
サン・ミゲル砦考古学博物館の展示

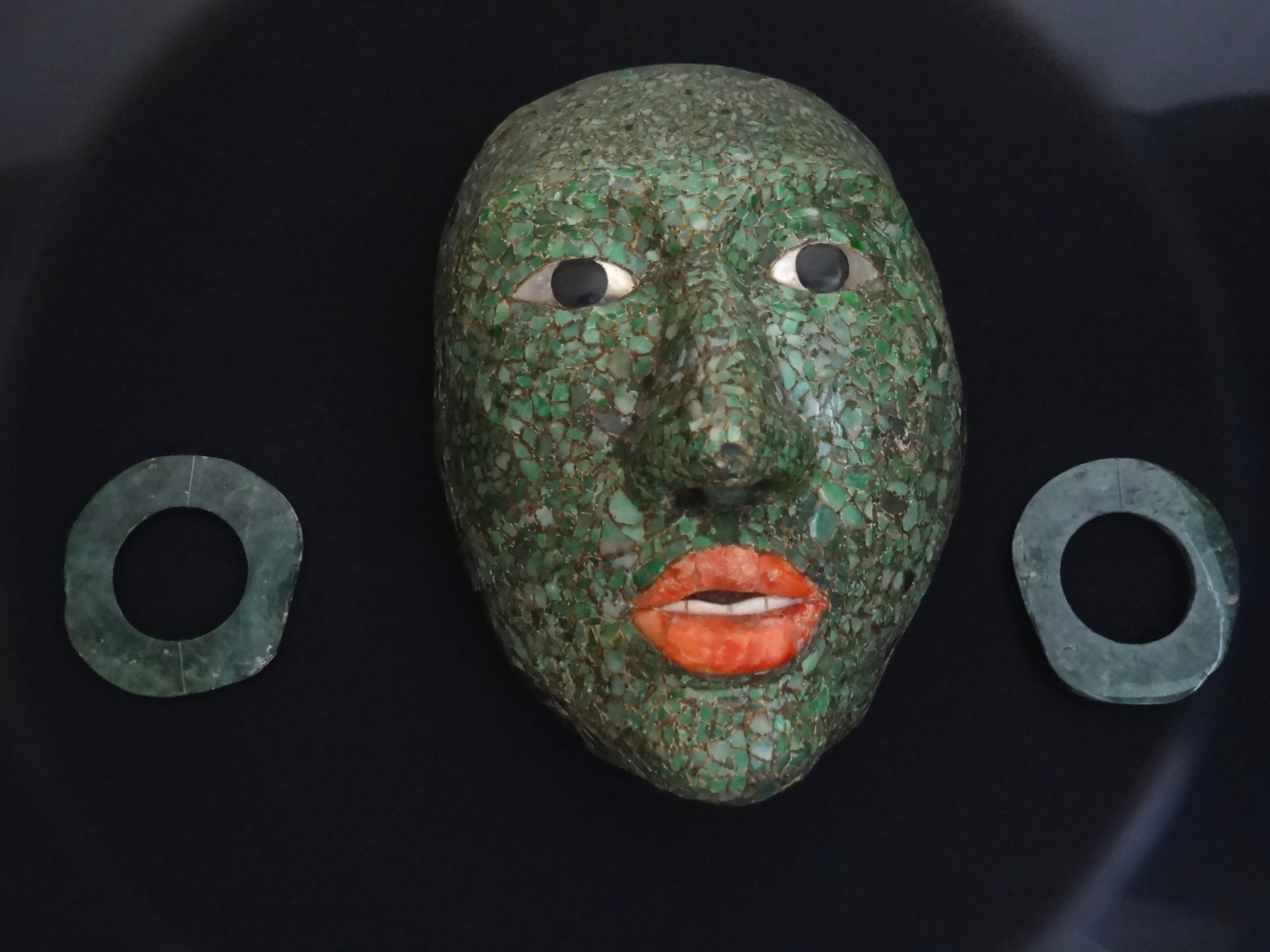
サン・ミゲル砦考古学博物館展示のヒスイの仮面

世界遺産に拡大登録された2010年代半ばの時点では、カラクムル行きの公共交通機関はない。そのため、カラクムルへの観光には、カンペチェ市の旅行会社が主催しているツアーに参加するか、カンペチェからバスで4 - 5時間の場所にあるシュプヒルの町でタクシーを用意することになる。
カラクムル生物圏保護区の入り口に辿り着いても、そこから都市遺跡までは60 km 程度離れている。しかも、域内の物販はガイドブックとミネラルウォーターくらいしかない上、出土品の展示館などもなく、出土品を見るにはカンペチェ市内のサン・ミゲル砦考古学博物館に行く必要がある。
マヤ文明の遺跡には密林にあっても観光名所としてのインフラ整備が進んでいる例もあるが、カラクムルはそれとは対照的である。カラクムルは2002年に文化遺産になっていたにもかかわらず、2014年の時点でさえも都市遺跡を訪れる観光客は月300人とされていた（生物圏保護区そのものの訪問者は、2012年の時点で年25,000人）。しかし、このような訪問のしづらさも、むしろ逆にエコツーリズムの面から積極的に評価しようとする見解もある。